# General of the Air Force
Generale dell'aeronautica (in inglese: General of the Air Force; in abbreviato: GAF) è il grado più alto della United States Air Force. Il grado è superiore al grado di generale ed è equivalente al General of the Army nell'esercito americano e al Fleet admiral della US Navy. Il grado è stato detenuto solo una volta nella storia militare degli Stati Uniti, dal generale Henry H. Arnold, che durante la seconda guerra mondiale è stato a capo delle United States Army Air Forces che durante la seconda guerra mondiale hanno svolto il 
ruolo di forza aerea degli Stati Uniti d'America, posta alle dipendenze dell'esercito americano. 

## Storia

### Army Air Forces
Il termine "General of the Air Force" è stato usato per la prima volta in modo informale nel 1944 dopo che il generale Henry H. Arnold venne promosso, insieme ad altri alti ufficiali americani della seconda guerra mondiale, al grado di General of the Army. Arnold era a quel tempo capo delle United States Army Air Forces dell'esercito americano e per differenziare Arnold dagli altri generali a cinque stelle nell'esercito degli Stati Uniti, George Marshall, Dwight Eisenhower e Douglas MacArthur), Arnold era comunemente indicato come "Generale dell'Air Force Arnold" tranne che nella corrispondenza ufficiale. Nei documenti ufficiali, il suo grado era indicato come "General of the Army (USAAF)".

### Dopoguerra
Il 18 settembre 1947 venne costituita la United States Air Force come forza armata autonoma. Per i primi mesi della sua esistenza, i gradi dell'aeronautica militare degli Stati Uniti erano identici a quelli dell'esercito, e i membri del servizio dell'aeronautica continuavano a indossare le uniformi grigio oliva della forza aerea dell'esercito degli Stati Uniti. All'inizio del 1948, l'Air Force cambiò leggermente la denominazione di alcuni gradi dei Warrant officers dell'Air Force oltre a specificare che il grado generale a cinque stelle della United States Air Force sarebbe stato denominato da allora "General of the Air Force".  Il 7 maggio 1949, in base al legge pubblica del Congresso, il grado di Henry Arnold venne cambiato da General of the Army a General of the Air Force.
Nel 1949 furono introdotte le prime uniformi blu dell'Air Force, sebbene i regolamenti consentissero all'ex personale delle United States Army Air Forces di continuare a indossare uniformi grigio oliva e marroni complete di distintivi e insegne dell'esercito; la piena adozione della nuova uniforme della United States Air Force non sarebbe avvenuta fino al 1952. Sebbene per l'uniforme blu fosse stato creato il distintivo di grado di "General of the Air Force", Arnold all'epoca viveva in pensione in California, in condizioni di salute piuttosto precarie, e come tale il grado a cinque stelle dell'Air Force non fu mai effettivamente indossato su servizio attivo da Arnold. 
Dopo la morte a Sonoma, 15 gennaio 1950 di Arnold nessun ufficiale generale ha raggiunto il grado di "General of the Air Force".
La United States Air Force ha specificato che il grado di "General of the Air Force" è attualmente in vigore e potrebbe essere nuovamente conferito a discrezione del Congresso degli Stati Uniti. Tuttavia, il Presidente, con il consenso del Senato, può conferire una quinta stella in qualsiasi momento lo ritenga opportuno.